# Escharellidae
Escharellidae é uma família de briozoários pertencentes à ordem Cheilostomatida.
Géneros:
- Bulbipora MacGillivray, 1895
- Lapralioides Kluge, 1962